# Anthophora dubia
Anthophora dubia är en biart som beskrevs av Eduard Friedrich Eversmann 1852. Anthophora dubia ingår i släktet pälsbin, och familjen långtungebin. Inga underarter finns listade i Catalogue of Life.